# Bartramia macounii
Bartramia macounii là một loài rêu trong họ Bartramiaceae. Loài này được Austin mô tả khoa học đầu tiên năm 1877.